# Министерство окружающей среды Камбоджи
Министе́рство окружа́ющей среды́ Камбо́джи (кхмер. ក្រសួងបរិស្ថាន) — орган исполнительной власти в Камбодже. В настоящее время главой ведомства является Сай Самаль (с 2013 года).